# Крістофер Малькольм
Крістофер Малькольм (19 серпня 1946, Абердин, Шотландія — 15 лютого 2014, Лондон, Велика Британія) — актор, режисер і продюсер. Його перша роль — Бред Майорс в постановці The Rocky Horror Show.

## Раннє життя і освіта
Малькольм народився в Абердині, Шотландія, і виховувався в Канаді після того, як його родина емігрувала до Британської Колумбії в кінці 1940-х років. Він відвідував університет Британської Колумбії, де працював і вивчав театр.

## Кар'єра
Після закінчення університету він повернувся до Великої Британії і почав свою професійну кар'єру в Королівській компанії Шекспіра (1966—1968). Він з'явився принаймні в десяти постановках і працював з багатьма режисерами, включаючи Пітера Холла, Тревора Нанна і Джона Бартона. Протягом 1970-х років він працював безперервно в театрі і кіно, з'являючись у багатьох постановках Royal Court, включаючи мюзикл The Rocky Horror Show, де грає Бреда Майорса. Він брав участь у фільмах, у тому числі The Empire Strikes Back (як Зев Сенеска, повстанський солдат, який знаходить і рятує Люка Скайуокера і Хана Соло на планеті Хат), Reds, Ragtime, Labyrinth and Highlander.
У 1978 році Малькольм розпочав свою кар'єру з Палом Джоі, який був успішно переведений у Вест-Енд у 1980 році і був номінований на премію Музичне Відродження в Laurence Olivier Awards. Він досягнув успіху з нагородою «Краща комедія» в 1981 за фільм Steaming Нелла Данна. Інші вистави в Лондоні включали Frankie and Johnny, When I Was A Young Girl I Used To Scream And Shout, а також п'ять п'єс Стівена Беркофа, включаючи Decadence, Greek and Metamorphosis. Малькольм також зіграв роль власника кафе в фільмі 1984 року Fistfull of Travellers Checks.
У 1990 році Малькольм співпрацював з новою постановкою The Rocky Horror Show в театрі Пікаділлі спільно з Говардом Пантером з Ambassador Theatre Group. Постановка отримала величезний успіх у Великій Британії, провівши гастролі протягом наступних 10 років. Він керував цими постановками від імені компанії The Rocky Horror Company Ltd, компанії, створеної продюсерами, і автором п'єси Річардом О'Брайеном.
Інші британські постановки протягом цього часу включають The Pajama Game, Footloose The Musical, а також Single Spies, написані Аланом Беннеттом, мали дуже успішний рік у Queen's Theatre. Він був співавтором Flashdance The Musical, прем'єра якої відбулася в Plymouth Theatre Royal в 2008 році.

## Особисте життя
Малькольм жив у Лондоні з дружиною Джуді, актрисою. Вона пережила його з трьома дітьми Неллом, Морганом (драматургом і сценаристом) і Марлоном та одним онуком.

## Фільмографія

### Фільми
- 1968 — A Midsummer Night's Dream
- 1969 — The Desperados
- 1970 — Figures in a Landscape
- 1971 — Welcome to the Club
- 1972 — The Adventures of Barry McKenzie
- 1975 — The Spiral Staircase
- 1977 — The Strange Case of the End of Civilization as We Know It
- 1978 — Force 10 from Navarone
- 1979 — The Great Riviera Bank Robbery
- 1980 — The Empire Strikes Back
- 1980 — The Dogs of War
- 1981 — Shock Treatment
- 1981 — Ragtime
- 1981 — Reds
- 1983 — Superman III 1st Miner
- 1984 — Lassiter Quaid
- 1985 — King David
- 1985 — Rustlers' Rhapsody
- 1985 — Spies Like Us
- 1986 — Highlander
- 1986 — Labyrinth
- 1987 — Eat the Rich
- 1988 — Whoops Apocalypse
- 2007 — Дафна

### Телешоу
- 1983 — Only Fools and Horses
- 1984-1990 — The Comic Strip
- 1992-2011 — Absolutely Fabulous
- 1994 — Lovejoy